# Ratingen
Ratingen település Németországban, azon belül Észak-Rajna-Vesztfália tartományban. Lakosainak száma 87 513 fő (2023. december 31.).

## Népesség
A település népességének változása:
| Lakosok száma | 86 028 | 86 636 | 87 943 | 87 226 | 87 297 | 86 899 | 86 424 | 87 388 | 87 513 |
|               | 1975   | 2014   | 2015   | 2017   | 2019   | 2020   | 2021   | 2022   | 2023   |